# Roca de l'Orri
La Roca de l'Orri és una muntanya de 1.736 metres que es troba al municipi de Montferrer i Castellbò, a la comarca de l'Alt Urgell.